# Cecil (Adelsgeschlecht)
Die Familie Cecil (ursprünglich auch in der Schreibweise Sitsilt, Syssell, Seisyll oder Seisill) ist ein englisches Adelsgeschlecht walisischer Herkunft.
Besonders zwei Linien der Familie treten prominent in Erscheinung, nämlich die Linien Cecil of Exeter und Cecil of Salisbury. Die Linien stammen von den zwei Söhnen des William Cecil, 1. Baron Burghley († 1598) ab, der unter Königin Elisabeth I. Lord High Treasurer war.
Dessen ältester Sohn Thomas, wurde 1605 zum Earl of Exeter, und dessen Nachfahre, der 10. Earl, 1801 zum Marquess of Exeter erhoben. Familiensitz dieser Linie ist Burghley House in Northamptonshire, das unter dem 1. Baron Burghley erbaut wurde.
Der jüngere Sohn, Robert, wurde 1605 zum Earl of Salisbury erhoben und erwarb Hatfield House in Hertfordshire als Familiensitz; sein Nachfahre, der 7. Earl wurde 1789 zum Marquess of Salisbury erhoben und seine Nachfahren, die 1821 den Familiennamen zu „Gascoyne-Cecil“ ergänzten spielten im 19. und 20. Jahrhundert führende politische Rollen in der britischen Conservative Party.

## Stammliste (Auszug)
1. David Cecil (um 1460–1540)
  1. Richard Cecil († 1553)
    1. William Cecil, 1. Baron Burghley (1521–1598)
      1. Thomas Cecil, 1. Earl of Exeter (1542–1623)
        1. William Cecil, 2. Earl of Exeter (1566–1640)
          1. William Cecil, 16. Baron de Ros (1590–1618)

        2. Hon. Sir Richard Cecil of Wakerley (um 1570–1633)
          1. David Cecil, 3. Earl of Exeter (1600–1643) 
            1. John Cecil, 4. Earl of Exeter (1628–1678)
              1. John Cecil, 5. Earl of Exeter (1648–1700)
                1. John Cecil, 6. Earl of Exeter (1674–1721)
                  1. John Cecil, 7. Earl of Exeter (1700–1722)
                  2. Brownlow Cecil, 8. Earl of Exeter (1701–1754)
                    1. Brownlow Cecil, 9. Earl of Exeter (1725–1793)
                    2. Hon. Thomas Cecil (1728–1773)
                      1. Henry Cecil, 1. Marquess of Exeter (1754–1804)
                        1. Brownlow Cecil, 2. Marquess of Exeter (1795–1867)
                          1. William Cecil, 3. Marquess of Exeter (1825–1895)
                            1. Brownlow Cecil, 4. Marquess of Exeter (1849–1898)
                              1. William Cecil, 5. Marquess of Exeter (1876–1956)
                                1. David Cecil, 6. Marquess of Exeter (1905–1981)
                                2. Martin Cecil, 7. Marquess of Exeter (1909–1988)
                                  1. Michael Cecil, 8. Marquess of Exeter (* 1935)
                                    1. Anthony Cecil, Lord Burghley (* 1970)

                            2. Lord William Cecil (1854–1943) ⚭ Mary Thyssen-Amherst, 2. Baroness Amherst of Hackney
                              1. Hon. William Cecil (1886–1914)
                                1. William Cecil, 3. Baron Amherst of Hackney (1912–1980)
                                  1. William Cecil, 4. Baron Amherst of Hackney (1940–2009)
                                    1. Hugh Cecil, 5. Baron Amherst of Hackney (* 1968)
                                      1. Hon. Jack Cecil (* 2001)

        3. Edward Cecil, 1. Viscount Wimbledon (1572–1638)

      2. Robert Cecil, 1. Earl of Salisbury (1563–1612)
        1. William Cecil, 2. Earl of Salisbury (1591–1668)
          1. Charles Cecil, Viscount Cranborne (1619–1659)
            1. James Cecil, 3. Earl of Salisbury (1646–1683)
              1. James Cecil, 4. Earl of Salisbury (1666–1694)
                1. James Cecil, 5. Earl of Salisbury (1691–1728)
                  1. James Cecil, 6. Earl of Salisbury (1713–1780)
                    1. James Cecil, 1. Marquess of Salisbury (1748–1823)
                      1. James Gascoyne-Cecil, 2. Marquess of Salisbury (1791–1868)
                        1. Robert Gascoyne-Cecil, 3. Marquess of Salisbury (1830–1903)
                          1. James Gascoyne-Cecil, 4. Marquess of Salisbury (1861–1947)
                            1. Robert Gascoyne-Cecil, 5. Marquess of Salisbury (1893–1972)
                              1. Robert Gascoyne-Cecil, 6. Marquess of Salisbury (1916–2003)
                                1. Robert Gascoyne-Cecil, 7. Marquess of Salisbury (* 1946)
                                  1. Robert Gascoyne-Cecil, Viscount Cranborne (* 1970)

                            2. Mary Gascoyne-Cecil (1895–1988)
                            3. Lord David Cecil (1902–1986)
                              1. Jonathan Cecil (1939–2011)

                          2. Lord William Gascoyne-Cecil (1863–1936), anglikanischer Bischof von Exeter
                          3. Robert Cecil, 1. Viscount Cecil of Chelwood (1864–1958)
                          4. Hugh Cecil, 1. Baron Quickswood (1869–1956)

                        2. Lord Eustace Gascoyne-Cecil (1834–1921)
                          1. Evelyn Cecil, 1. Baron Rockley (1865–1941)
                            1. Robert Cecil, 2. Baron Rockley (1901–1976)
                              1. James Cecil, 3. Baron Rockley (1934–2011)
                                1. Anthony Cecil, 4. Baron Rockley (* 1961)
                                  1. Hon. William Evelyn Cecil (* 1996)